# 欧尔福卢
欧尔福卢，是匈牙利沃什州所辖的一个村，总面积6.94平方公里，总人口62，人口密度8.9人/平方公里（2010年1月1日）。